# سليلات
السليلات أو فصيلة نبتيكيوليدي (الاسم العلمي: Nepticulidae)، هي فصيلة من الحشرات تتبع رتبة حرشفيات الأجنحة.

## التصنيف
- السليلاوات
  - الأكلبترة
    - الأكلبترة